# Paratecoma peroba
Paratecoma peroba, também conhecido como peroba do campo, ipe-peroba, peroba-tremida, peroba-manchada, peroba-amarela, peroba tigre (entre outros) é uma espécie de planta do gênero Paratecoma e da família Bignoniaceae. 

## Taxonomia
A espécie foi descrita em 1931 por João Geraldo Kuhlmann. 

## Forma de vida
É uma espécie terrícola e arbórea. 

## Descrição
Forma árvores de grande porte, com 20 a 40 metros de altura, e com madeira considerada de boa qualidade.

## Conservação
A espécie faz parte da Lista Vermelha das espécies ameaçadas do estado do Espírito Santo, no sudeste do Brasil. A lista foi publicada em 13 de junho de 2005 por intermédio do decreto estadual nº 1.499-R. 

## Distribuição
A espécie é encontrada nos estados brasileiros de Espírito Santo, Minas Gerais e Rio de Janeiro. 
A espécie é encontrada no domínio fitogeográfico de Mata Atlântica, em regiões com vegetação de floresta ombrófila pluvial.

## Uso em paisagismo
A árvore é considerada de potencial paisagístico e usada no paisagismo do campus da Universidade Estadual do Norte Fluminense. 